# Don Orlando
Don Orlando (* 3. Februar 1912 in Italien; † 10. Dezember 1987 in Kalifornien, USA) war ein italienisch-US-amerikanischer Schauspieler.

## Leben und Karriere
Der in Italien geborene Orlando machte sein Debüt als Schauspieler in Amerika, wo er in vielen Filmen auftrat. Sein erster Filmauftritt war 1935 in den Film The Hawk. Orlando hatte noch weitere Filmauftritte in den späten 1930er Jahren – So in Freunde im Sattel.
Die Glanzzeit von Orlando war in den 1950ern und in den frühen 1960er Jahren, wo er in den Filmen Blutrache in New York, Wild Women, Park Row und Zwei Wochen in einer anderen Stadt mitspielte. Eine von Orlandos bekanntesten Rollen war die des Mondello im Film Die Bestie aus dem Weltenraum, wo er neben Darsteller George Khoury spielte. Auch hatte er Auftritte in vielen Fernsehserien wie The Gale Storm Show, Adventures of Tugboat Annie und Solo für O.N.K.E.L. In vielen seiner Filme verkörperte Orlando einen Italiener.
Am 10. Dezember 1987 starb Orlando in Kalifornien 75-jährig während eines Golfspiels an einem Herzinfarkt.

## Filmografie (Auswahl)
- 1935: The Hawk
- 1937: Der singende Pfeil (The Painted Stallion)
- 1938: Freunde im Sattel (Pals of the Saddle)
- 1940: Tropische Zone (Torrid Zone)
- 1941: Flucht in die Tropen (Law of the Tropics)
- 1950: Blutrache in New York (Black Hand)
- 1951: Love Nest
- 1951: Der letzte Angriff (Fixed Bayonets!)
- 1952: Park Row
- 1952: Der vierte Mann (Kansas City Confidential)
- 1954: Inferno (Hell and High Water)
- 1955: Dem Teufel auf der Spur (Hell’s Island)
- 1955: Das Komplott (Trial)
- 1956: Vater ist der Beste (Father Knows Best, Fernsehserie, Folge 3x06)
- 1957: Warum hab’ ich ja gesagt? (Designing Woman)
- 1957: Die Bestie aus dem Weltenraum (20 Million Miles to Earth)
- 1957: Hölle der 1000 Martern (Run of the Arrow)
- 1957: Hyänen der Straße (The Brothers Rico)
- 1957: Einer gegen fünf (Domino Kid)
- 1958: Die schwarze Orchidee (The Black Orchid)
- 1959: Peter Gunn (Fernsehserie, Folge 2x03)
- 1960: Jeder zahlt für seine Schuld (The Bramble Bush)
- 1962: Abenteuer in Rom (Rome Adventure)
- 1962: Zwei Wochen in einer anderen Stadt (Two Weeks in Another Town)
- 1963: The Beverly Hillbillies (Fernsehserie, Folge 2x13)
- 1964: Solo für O.N.C.E.L. (The Man from U.N.C.L.E., Fernsehserie, Folge 1x13)